# Tiergarten Schönbrunn
Tiergarten Schönbrunn är en djurpark i Schönbrunns slottspark. Den är världens äldsta ännu existerande djurpark, belägen i Wien i Österrike.

## Historia
En hjortpark fanns här redan 1570, men den 31 juli 1752 öppnades grindarna till ett nytt menageri grundat av 
Frans I, född som prins Frans Stefan av Lothringen, gift med kejsarinnan Maria Teresia av Österrike, föräldrar till Marie-Antoinette av Frankrike. Kärnan i parken var en paviljong där kejsarparet intog frukost, och kring detta nav anlades 13 "tårtbitar" för djuren, med stall och skötarutrymmen i bortre bredaste kortändan.
Kejsar Josef II av Österrike organiserade expeditioner till Afrika och Amerika för att fånga in djur och ta hem. Redan under hans regeringstid med sin mor, Maria Theresia, var parken öppen för allmänheten, och utan entréavgift. 1828, under Frans II, kom den första giraffen till Schönbrunn, och med den påverkades mode och leverne i Wien. Kläder, smycken, och allehanda saker utfördes "à la giraffe" och ett skådespel, Giraffen i Wien, av Adolf Bäuerle sattes upp på teatern i Leopoldstadt.
Parken utvecklades och moderniserades, och före första världskriget hölls här ca 3 500 djur fördelade på 712 arter. Kriget, och matbristen medförde att antalet djur gick ned till 900. Efter kejsardömets kollaps övertogs djurparken av Republiken av Österrike.
Andra världskriget blev en katastrof även för denna djurpark. Bombningar den 19:e och 21 februari 1945 lade parken delvis i ruiner och två noshörningar, en elefant, alla vadarfåglar, sångfåglar och reptiler dog. Antalet djur uppgick efter bombningarna till 400. Mat och värme var stora problem, och endast med järnvilja lyckades den nya direktören Dr. Julius Brachetka restaurera parken.
Under 1990-talet ökade kritiken mot djurparken, på grund av för små utrymmen mm., och man funderade på att lägga ned den. Istället bolagiserades parken 1992, och den effektive och PR-mässige Dr. Helmut Pechlaner, tidigare chef för Alpen Zoo i Innsbruck, anställdes som direktör.
Han lyckades med sin kunskap och charm skramla fram mer investeringskapital från staten och privata sponsorer. Administration, organisation och djurvård reformerades, och byggnader tillkom eller moderniserades: 1992 byggdes ett nytt aphus, 1994 en tyrolsk bondgård, och bättre anläggning för stora kattdjur, och 1996 en "elefantpark".
1990-talet var en triumf för parken, besökarantalet ökade med över 52%, och under 1995 kom 1,1 miljoner besökare till en djurpark som förenar nytänkande och senaste kunskap i kombination med historiska anor, arkitektur och byggnader, en unik kombination av museum och en modern djurpark.
Pechlaner följdes som direktör av Dagmar Schratter, och sedan 2019 är Stephan Hering-Hagenbeck djurparkens direktör. Hering-Hagenbeck var tidigare direktör i Tierpark Hagenbeck.

## Elefanter

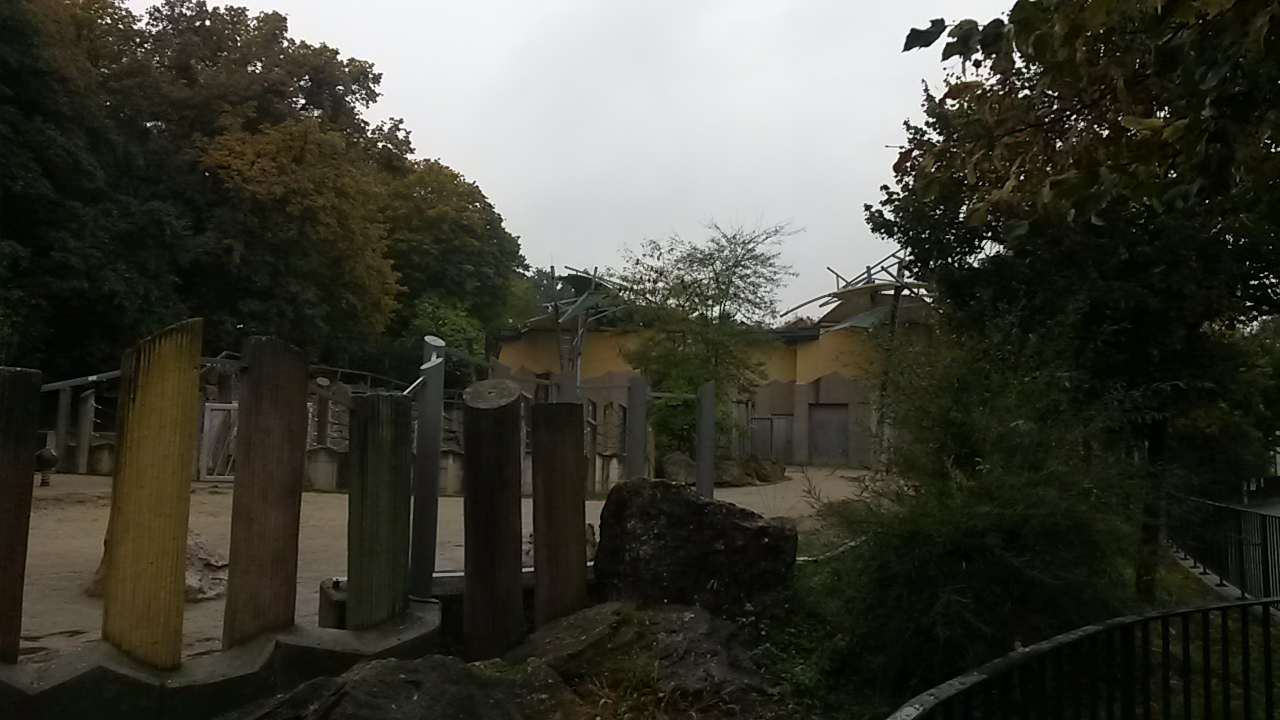
Elefanternas uteanläggning i Tiergarten Schönbrunn

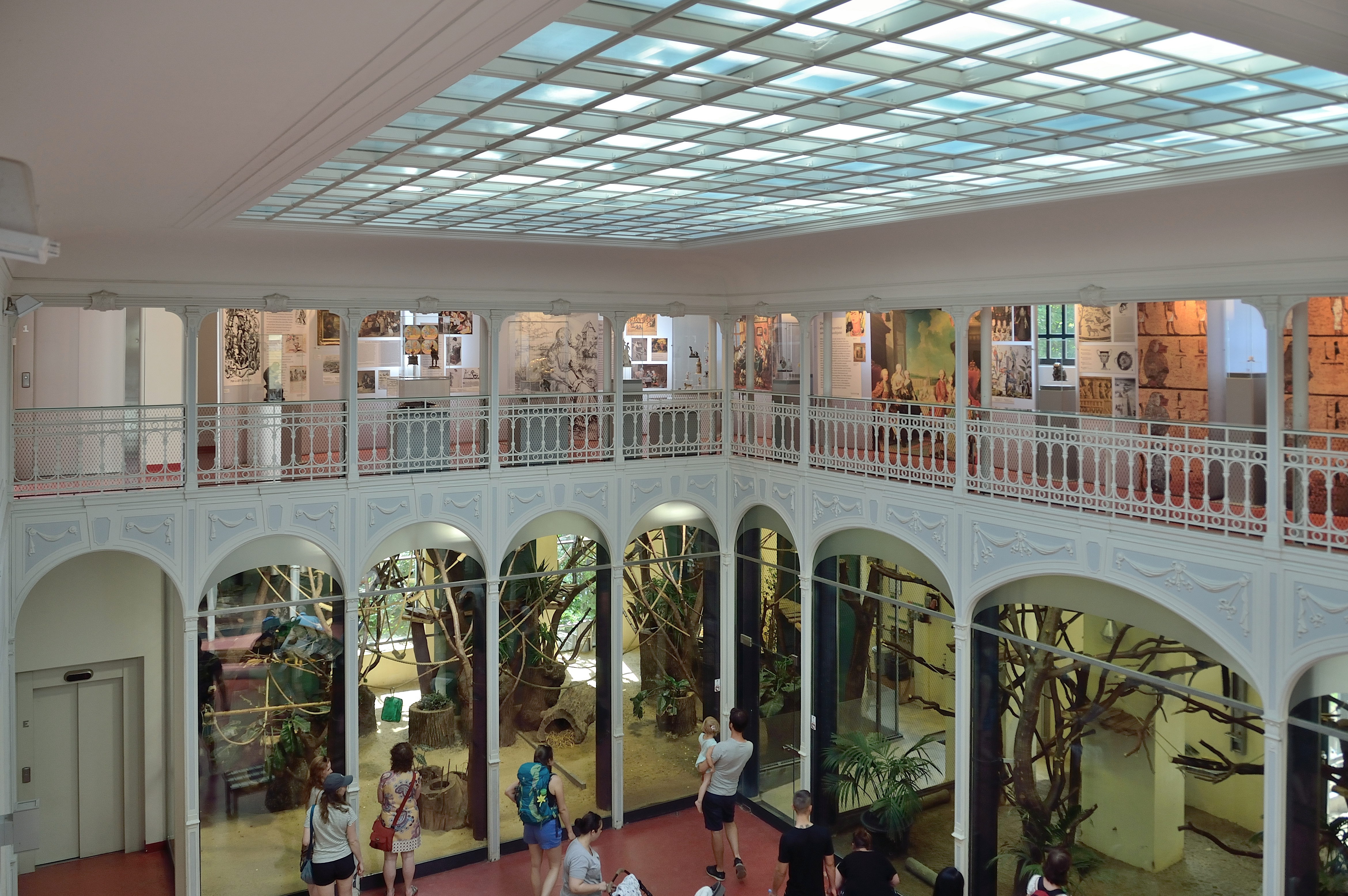
Det gamla aphuset omgestaltat för att möta moderna krav på djuranläggningar

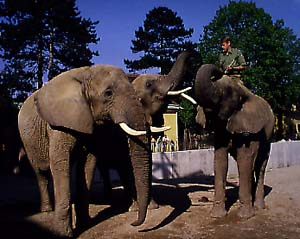
Elefanterna Jumbo, Drumbo och Sabi med skötare

Mädi, Europas andra elefant avlad och född i fångenskap, föddes här i Schönbrunn redan 1906, och grundlade en tradition med elefanthållning fram till våra dagar.
År 1996 byggdes en ny uteanläggning för parkens sex afrikanska elefanter, ett nytt stall och uteanläggning med stora ytor, och med särskild tjuranläggning, viktigt för aveln, säkerhet för personalen, och de speciella problem som tjurhållning innebär. Djurparksdirekören Helmut Pechlaner ville dock också förändra och förbättra hållningen och skötseln av djurparkens elefanter, vari ett byte av all personal sågs som enda utväg, ett i Europa historiskt beslut, som varken före eller efter har praktiserats, varför det också bemöttes med kritik på grund av säkerhetsriskerna.
Rådfrågning gjordes under hösten 1997 över telefon med den svenska elefantkonsulten Dan Koehl, och flera erfarna elefantskötare i Europa tillfrågades om att komma till Schönbrunn, och efter de anställts, inkallades Koehl till Wien i februari 1998, för att som ansvarig för elefanthuset modernisera skötseln och hovvården av djuren, organisera en ny teambildning och ombesörja en bättre träning av parkens elefanter, varav tre av dem, Anna, Drumbo och Sabi, kommit till Wien från München Zoo, där Koehl tidigare arbetat.
Till denna utmaning tillkom ett önskemål om specialträning av den unga tjuren Pambo till så kallad "Protected Contact", och ett plötsligt inköp av en till elefant, den femtonåriga Rambo/Tonga, från djurparken Parco Natura Viva i Bussolengo utanför Verona i Italien, vilken Dan Koehl grundtränade under den extremt heta augustimånaden 1998, varefter Rambo med Koehl som sällskap, fraktades med trailer över alperna till Wien. Trots försök från den tidigare personalen att sabotera moderniseringen av parkens elefant skötsel genom media, avtackades Koehl efter nio månader intensivt arbete, för sin insats att leda verksamheten genom en unik och dramatisk personalomställning i ett elefanthus, samt att utbilda den nya personalen, innan han i november 1998 överlämnade ledningen av Wiens elefanthus till Gerd Kohl från Erfurt Zoo. 
År 2000 föddes Abu, Europas första elefant tillkommen med insemination.

## Dödsfall bland personalen
Den 5 mars 2002 dödades en kvinnlig djurskötare i djurparken i Wien, genom att en jaguar överraskande angrep henne när hon gjorde rent i en jaguaranläggning, till vilken hon trodde att hon hade stängt förbindelseluckorna till den angränsande anläggningen där jaguarer befann sig när hon gick in i buren för att städa. Jaguaren lyckades emellertid att ta sig in i den utrymda anläggningen, och dödade den 21-åriga djurskötaren med ett bett runt halsen.
Ytterligare ett tragiskt dödsfall inträffade i djurparken den 20 februari 2005, när revirchefen i elefanthuset, 39-årige Gerd Kohl från Erfurt, dödades av den i Schönbrunn år 2000 födda unga hanelefanten Abu. Under morgonrutinerna tryckte plötsligt Abu upp skötaren Gerd Kohl mot en betongvägg, och sänkte betarna i hans bröst och mellangärde. Gerd Kohl bör ha dött ganska omedelbart, och den ansvarige läkaren kommenterade senare om ett krossat huvud och tarmar som hängde ut ur magen.
Händelsen ledde till frågeställningar om skötseln av parkens elefanter, bland annat eftersom Abu redan tidigare i mars 2004 hade angripit skötaren Gregor Hirsch som också blev upptryckt mot en vägg, och under sommaren 2004 angript Gerd Kohl, som då lyckades rädda sig genom att hoppa ut ur elefanthägnet, och yrkesmän hade talat om elefanten Abu som en "tickande bomb". Direktören Helmut Pechlaner tillbakavisade dock kritiken om bristande säkerhet för parkens elefantskötare, och stöddes av svenska konsulten Dan Koehl, som i form av vice ordförande i den europeiska elefanskötarföreningen (EEKMA), just i Wien medverkat till utarbetande av säkerhetsföreskrifter för det farliga arbetet med elefanter i Europa, och menade att särskilt Tiergarten Schönbrunn i Wien var en av de djurparker där man särskilt prioriterade säkerheten för sina skötare. Norbert Neuschulz, direktör i Erfurt Zoo, där Gerd Kohl arbetat innan han 1998 tillträdde tjänsten i Wien, ansåg Kohl som mycket erfaren, och att han var en av Europas bästa elefantskötare. 
Dödsfallet ledde till att djurparken, efter kommentarer från bland andra den internationellt kända Schweiziska elefantforskaren och zoologen Fred Kurt, och kritik från den i Kenya omtalade Daphne Sheldrick. i en situation där man ansåg sig sakna kompetent personal för klassisk elefanthållning, åter genomförde en omställning, till så kallad "Protected Contact", vilket innebär att elefantskötseln utförs av djurvårdare som inte går in till djuren, utan genom burgaller utför begränsade veterinära och träningsrutiner för fotvård, där man håller ett säkerhetsavstånd till elefanterna, för att minimera risker. I synnerhet Fred Kurt påtalade dock det faktum att djurparksledningen tycks ha skilt Abu från sin mor under Gerd Kohls bortavaro, varför Kohl blev ställd inför en ny situation som han inte kunnat påverka, när han första morgonen efter sin semester skulle genomföra morgonrutinerna med Abu, utan att Abus mor Sabi närvarade,  och Fred Kurt har betonat att djurparksbesökare främst intresserar sig för elefanter när de genomför någon form av aktivitet, badas, sköter sina ungar, eller matas av publik, och förr krävde många av dessa aktiviteter att man anställde personal som kunde genomföra dagliga rutiner, genom att vistas med elefanterna i deras anläggning, och ingå i deras sociala grupp som så kallade "alpha-djur".